# 1956 en football
Cet article présente les faits marquants de l'année 1956 en football.

## Chronologie
- 15 février :
  - À Bologne, l'équipe d'Italie s'impose 2-0 face à l'équipe de France.
  - L'Uruguay remporte sa neuvième Copa América en battant l'Argentine lors du dernier match 1-0.
- 25 mars : au stade olympique Yves-du-Manoir de Colombes, l'équipe de France s'impose 3-1 face à l'équipe d'Autriche.

- 7 avril :
  - Au stade Belvédère à Rabat, le Wydad AC remporte la coupe de l'indépendance après sa victoire en match de finale devant l'Association Sportive des Travaux Publics, 2-0.

- - Au stade Philip à Casablanca, le Tihad AS remporte la finale du tournoi amicale baptisé Coupe de l'Amitié Franco-Marocaine face au Raja de Casablanca, 3-1.
- 13 juin : au Parc des Princes à Paris, le Real Madrid remporte la première édition de la Coupe des clubs champions européens en prenant le dessus sur le Stade de Reims. Le score de la finale s'élève à 4 buts à 3.
- 7 octobre : au stade olympique Yves-du-Manoir de Colombes, l'équipe de France s'incline 1-2 face à l'équipe de Hongrie.
- 16 octobre : Jules Rimet, le père de la Coupe du monde, disparaît à l'âge de 83 ans.
- 21 octobre : au stade olympique Yves-du-Manoir de Colombes, l'équipe de France s'impose 2-1 face à l'équipe d'URSS.
- 11 novembre : à Colombes, en match qualificatif pour le Mondial 1958, l'équipe de France s'impose 6-3 face à l'équipe de Belgique. L'avant-centre du Racing, Thadée Cisowski, marque cinq buts.
- 26 novembre : au stade Marcel Cerdan à Casablanca, la mouloudia d'oujda remporte la coupe du Trône après un score nul, 1-1[1], face au Wydad AC.
- 29 décembre : première retransmission d'un match du Championnat de France en direct. C'est la rencontre Reims-Metz. L'ORTF paye au Stade de Reims la différence entre la recette du jour et la moyenne des recettes du club. Cette première reste sans suite. Le parc est alors estimé à 700 000 téléviseurs en France.[précision nécessaire]

## Naissances
Plus d'informations : Liste d'acteurs du football nés en 1956.
- 3 février : Ernie Brandts, footballeur néerlandais.
- 8 février : Mustapha Dahleb, footballeur algérien.
- 17 février : Éric Pécout, footballeur français.
- 18 février : Rüdiger Abramczik, footballeur allemand.
- 3 mars : Zbigniew Boniek, footballeur polonais.
- 4 avril : Carlos, footballeur brésilien.
- 3 mai : Bernd Förster, footballeur allemand.
- 5 juin : Martin Koopman, footballeur néerlandais.
- 20 juillet : Thomas Nkono, footballeur camerounais.
- 10 septembre : Henrik Agerbeck, footballeur danois.
- 14 septembre : Ray Wilkins, footballeur anglais.
- 23 septembre : Paolo Rossi, footballeur italien.
- 27 novembre : Thomas Hörster, footballeur allemand.
- 5 décembre : Klaus Allofs, footballeur allemand.

## Décès
- 28 avril : décès à 57 ans de Vigor Lindberg, international suédois.
- 16 octobre : Jack Southworth, joueur anglais.

## Liens
- RSSSF : Tous les résultats du monde